# Fluviphylax
Fluviphylax là một chi cá trong họ cá khổng tước Poeciliidae thuộc bộ cá chép răng, chúng gồm các loài cá bản địa của vùng bồn địa lưu vực sông Amazon, sông Orinoco và bồn địa Oyapock ở Nam Mỹ.

## Các loài
Hiện hành có 05 loài được ghi nhận trong chi này:
- Fluviphylax obscurus W. J. E. M. Costa, 1996
- Fluviphylax palikur W. J. E. M. Costa & Le Bail, 1999
- Fluviphylax pygmaeus (G. S. Myers & J. de P. Carvalho, 1955)
- Fluviphylax simplex W. J. E. M. Costa, 1996
- Fluviphylax zonatus W. J. E. M. Costa, 1996